# Myceliophthora vellerea
Myceliophthora vellerea är en svampart som först beskrevs av Sacc. & Speg., och fick sitt nu gällande namn av Oorschot 1980. Myceliophthora vellerea ingår i släktet Myceliophthora, ordningen Onygenales, klassen Eurotiomycetes, divisionen sporsäcksvampar och riket svampar.   Inga underarter finns listade i Catalogue of Life.